# Ангел Ангелов (юрист)
Вижте пояснителната страница за други личности с името Ангел Ангелов.
Ангел Симеонов Ангелов е български юрист.

## Биография
Роден е на 9 юли 1911 г. Професор в Софийския университет от 1945 и доцент в Държавното висше училище за финансови и административни науки (днес УНСС). Син на професора по римско и гражданско право Симеон Ангелов. Брат на българския историк академик Димитър Ангелов. Работи в областта на законността и средствата на обезпечаването и. Участва в изработването на единна система на българското финансово право. Умира на 4 ноември 1979 г.